# Nannocharax macropterus
Nannocharax macropterus är en fiskart som beskrevs av Pellegrin 1926. Nannocharax macropterus ingår i släktet Nannocharax och familjen Distichodontidae. IUCN kategoriserar arten globalt som livskraftig. Inga underarter finns listade i Catalogue of Life.